# Group S Challenge
Group S Challenge, conocido en Japón como Circus Drive (サーカスドライブ Sākasu Doraibu?), es un videojuego de carreras  desarrollado por DigitalStudio y publicado por Capcom para Xbox. Cuenta con 87 autos con licencia completa, incluidos autos de Ford, Chevrolet y Ruf. El juego carece de capacidades de Xbox Live y no admite bandas sonoras personalizadas ni video de alta calidad.

## Modo arcade
Group S Challenge presenta cuatro estilos en el modo arcade: Un jugador, Versus de dos jugadores, One Make y Time Attack.
Un jugador le permite al jugador competir contra conductores de IA (inteligencia artificial). En Two Player Versus, dos jugadores compiten en una pantalla dividida. One Make mide quién posee la mejor habilidad de conducción, y el jugador elige un modelo de automóvil para todos los vehículos en la carrera, incluido el propio jugador. En Time Attack, el jugador se enfoca en intentar publicar el tiempo de vuelta más rápido.

## Modo circuito
Group S Challenge también ofrece un modo carrera. A diferencia de muchos juegos que cuentan con un modo de carrera, Group S Challenge no contiene escenas y carece de una historia en desarrollo. En cambio, el juego ofrece tres tipos de carreras diferentes: Championship, Line y Dual.
En Championship, el jugador compite para desbloquear diferentes clases de autos y gana dinero para mejoras o un auto nuevo. El campeonato tiene cuatro "clases" o "niveles" diferentes para automóviles, y los niveles más altos ofrecen automóviles más rápidos. El grupo C es el nivel más bajo que contiene el automóvil más lento. Los grupos B y A contienen viajes progresivamente más rápidos. El Grupo S es la clase superior y contiene superdeportivos e hiperdeportivos. (Nota: se permite un automóvil de un grupo más lento en una carrera de clase superior, pero los automóviles más rápidos no pueden participar en una carrera de clase inferior). El jugador puede ganar dinero conduciendo en la línea de carreras en la pista durante el modo Línea. El modo dual le permite al jugador desbloquear autos especiales que no se pueden comprar. Para adquirir uno de estos autos, el jugador debe competir y ganar contra él en tres autos diferentes que el jugador ya posee.

## Pistas
Aparecen tres recorridos de carreras diferentes con seis variaciones por recorrido: Parte A, Parte B, Pista completa, Parte A inversa, Parte B inversa y Pista completa inversa. Las tres pistas de carreras diferentes son Mónaco en Europa, Surfers Paradise en Australia y Shibuya en Japón.

## Recepción
El juego recibió críticas "mixtas" según el sitio web de agregación de reseñas Metacritic. En Japón, Famitsu le dio una puntuación de 28 sobre 40. Muchos revisores dieron positivo a críticas mixtas unos meses antes de su fecha de lanzamiento en Estados Unidos.